# Cel care dansează cu lupii
Dansând cu lupii este un film din 1990 regizat de Kevin Costner (debut regizoral), care a jucat în film rolul locotenentului John Dunbar. Filmul a câștigat 7 premii Oscar, inclusiv Premiul Oscar pentru cel mai bun film.

## Actori
- Kevin Costner - lt. John J. Dunbar
- Mary McDonnell - Stands With A Fist
- Graham Greene - Kicking Bird
- Rodney A. Grant - Wind in His Hair
- Floyd Red Crow Westerman - Chief Ten Bears
- Tantoo Cardinal - Black Shawl
- Jimmy Herman - Stone Calf
- Nathan Lee Chasing His Horse - Smiles A Lot
- Michael Spears - Otter
- Jason R. Lone Hill - Worm
- Charles Rocket - lt. Elgin
- Robert Pastorelli - Timmons
- Larry Joshua - sgt. Bauer
- Tony Pierce - Spivey
- Kirk Baltz - Edwards
- Tom Everett - sgt. Pepper
- Maury Chaykin - maj. Fambrough
- Wes Studi - the fiercest Pawnee
- Wayne Grace - the Major